# Electrochimia gazelor
Electrochimia gazelor este un domeniu al electrochimiei preocupat de ionii in fază gazoasă. Studiul acestora se face cu spectrometrie de masă.